# Pórtico de Otávia
Pórtico de Otávia (em latim: Porticus Octaviae; em italiano: Portico di Ottavia) é um pórtico de Roma construído pelo imperador Augusto (r. 27 a.C.–14 d.C.) em nome de sua irmã, Otávia Menor, em algum momento após 27 a.C., no lugar do Pórtico de Metelo, em torno dos templos de Júpiter Estator e Juno Regina.

## História
Segundo Dião Cássio teria sido construído após 33 a.C. com os espólios de guerra da Dalmácia, porém esta afirmação deve-se à confusão com o Pórtico de Otávio. Ele foi incendiado em 80 e restaurado, provavelmente por Domiciano (r. 81–96), e novamente após um segundo incêndio em 203 por Sétimo Severo (r. 193–211) e Caracala (r. 198–211).
O Pórtico de Otávia foi adornado com mármore estrangeiro, e conteve muitos trabalhos famosos de arte, sumarizados por Plínio, o Velho. Além dos templos, havia dentro do invólucro uma biblioteca, erigida por Otávia em memória de Marco Cláudio Marcelo, uma cúria, chamada "Cúria de Otávia", e uma escola ou escolas. Se estas eram diferentes partes de um edifício, ou estruturas inteiramente diferentes, é incerto. Foi provavelmente na cúria que se atestou pelo menos uma reunião do senado.
Este pórtico é representado no Plano de Mármore. Incluía uma área retangular, de 118 metros de largura e um pouco mais em comprimento, e consistia de uma colunata formada por uma linha dupla de colunas de granito, com 28 em cada. O eixo principal corria de nordeste para sudoeste, e a entrada principal estava no meio da lateral sudoeste. Esta entrada, da qual restam algumas ruínas, tinha a forma de um pronau duplo, projetando o interior e exterior. Através do fronte de cada pronau, entre os muros laterais, estava quatro colunas coríntias de mármore branco, apoiando um entablamento e um pedimento triangular. O entablamento, o pedimento e duas das colunas do fronte externo ainda existem, e no fronte interior duas colunas e parte de uma terceira, com porções do entablamento e pedimento. Duas das colunas do fronte externo foram substituídas por arcos de tijolo, talvez após o terremoto de 442. Alguns dos antefixos nas extremidades inferiores das telhas de cumeeira ainda existem. Partes de algumas das colunas da colunada sul ainda estão de pé, e alguns de seus capiteis estão construídos nos muros das caras vizinhas.

## Localização
| Planimetria do Campo de Marte meridional |
| --- |
| Tibre Navália Circo Flamínio Teatro de Marcelo T. de DianaC T. da Piedade T. de Jano T. de Juno T. de Spes Templo de Belona Templo de Apolo Sosiano Templo de Júpiter Estator Templo de Juno Regina Pórtico de Otávia Portico de Filipo T. de Hércules Portico de Otávio Teatro de Balbo Cripta de Balbo Portico de Minúcio T. das Ninfas Diribitório T. de Juturna T. da Fortuna T. de Ferônia T. dos Lares Permarinos Cúria de Pompeu Portico de Pompeu Teatro de Pompeu Templo da Vênus Victrix Templo de Marte Santuário de Hércules Grande Vigia Templo de Castor e Pólux Ponte Fabrício Ilha Tiberina Pórtico dos Máximos T. de Netuno Pórtico dos Deuses Vila Pública Hecatostilo T. da Fortuna Equestre Anfiteatro de Estacílio Tauro (?) |